# D 320 (Türkei)
|Die Straße D 320 (Devlet yolu 320) ist eine 344 km lange Straße in der Türkei, die Aydın mit Yalvaç in der Provinz Isparta verbindet.

## Verlauf
Die Straße zweigt bei Aydın von der Autobahn Otoyol 31 nach Osten ab und folgt als Europastraße 87 dem Lauf des Großen Mäander (türkisch: Büyük Menderes) über Nazilli, Kuyucak, Buharkent und Sarayköy (Einmündung der Straße D 585) aus dem Tal des Büyük Menderes hinaus zur Provinzhauptstadt Denizli (parallel geführte Autobahn Otoyol 31 seit 2023 teilweise in Betrieb), die sie nach dem Abzweig der D 585 und mit dieser der D 87 nach Süden nördlich umgeht. Weiter östlich zweigt die D 595 in Richtung Uşak nach Norden ab. Hinter Bozkurt führt die Straße am Salzsee Acıgöl (Çardak) entlang, durch Dazkırı und nach Dinar, wo sie zunächst die D 625 kreuzt und dann ein Stück mit der die Stadt östlich umgehenden D 650 gemeinsam nach Süden verläuft. Nördlich von Keçiborlu trennt sie sich von der D 650 und führt nach Ostnordosten über Uluborlu uns Senirkent sowie zum Nordufer des Süßwassersees Hoyran Gölü, der den Nordteil des Eğirdir Gölü bildet. Von dort setzt sich die Straße nach Yalvaç fort und endet 13 km südlich an der von Akşehir kommenden D 695, in die 3 km südlich auch die D 330 einmündet.